# Schistura sikmaiensis
Schistura sikmaiensis es una especie de peces de la familia Balitoridae en el orden de los Cypriniformes.

## Morfología
• Los machos pueden llegar alcanzar los  cm de longitud total.

## Distribución geográfica
Se encuentra en la India, Birmania, Bangladés y China (Yunnan), incluyendo la cuenca del río Irrawaddy.

## Hábitat
Es un pez de agua dulce.